# François Deguelt
François Deguelt (Tarbes, 1932. december 4. – Vidauban, 2014. január 22.) francia pop- és sanzonénekes.

## Pályafutása
François Deguelt az 1950-es évek elején félbehagyta tanulmányait, és kabaréénekesnek állt Párizsban. 1956-ban megnyerte a Charles Cros Akadémia Grand Prix du Disque díját. Algériai katonai szolgálatát követően visszatért Franciaországba. 1960-ban lehetőséget kapott fellépni ötödik Eurovíziós Dalfesztiválon, amelyet akkor Londonban rendeztek. Deguelt Ce soir-là (Az az éjszaka) című dala sikeresnek bizonyult a zsűri előtt: a 13 induló közül a harmadik helyen végzett.
Deguelt 1962-ben Monacót képviselte az Eurovízión, a Dis rien (Ne mondj semmit) című dalával. A versenyt abban az évben Luxembourgban rendezték, és a 16 résztvevő közül a második helyen végzett.
Haláláig turnézott, fellépett a nosztalgia színpadain a frankofón világban. 81 éves korában, 2014. január 22-én halt meg.

## Lemezek
- 1955: Dimanche matin
- 1956: Le printemps c'est déjà l'été
- 1956: Les Âmes fières
- 1957: Saltimbanque du charme
- 1957: Loin de vous (Only You)
- 1958: Je te pardonne
- 1958: Les Amoureux (Twilight Time)
- 1958: Ma prière
- 1958: On est bien comme ça
- 1959: Fumée aux yeux
- 1959: Je te tendrai les bras
- 1960: C'est Noël à Paris
- 1960: Comme au premier jour

## Filmek
- François Deguelt az IMDb-n